# Onthophagus amphioxus
Onthophagus amphioxus är en skalbaggsart som beskrevs av Gilbert John Arrow 1933. Onthophagus amphioxus ingår i släktet Onthophagus och familjen bladhorningar. Inga underarter finns listade i Catalogue of Life.